# 海洋干涉测量法
海洋干涉测量法（英語：Sea interferometry），也称为海崖干涉测量法，是一种利用从海洋反射的无线电波产生干涉图案的射电天文学技术。 它是劳埃德镜的无线电波模拟。 这项技术于1945年至1948年间在澳大利亚发明。

## 过程

原理示意图

在悬崖上方放置一个接收天线接收从源直接传播的无线电波和从水面反射的无线电波。 然后将两组波合并成一个干涉图案，就像由两个单独的天线产生的那样。反射的波前在到达探测器之前会额外行进 {\displaystyle 2h\sin(\alpha )} 距离，其中 {\displaystyle h} 为悬崖高度，{\displaystyle \alpha } 为入射波前的倾斜度（或高度角）。它充当了第二个天线，其高度是第一个悬崖下面的两倍。
海上干涉测量仪是「漂移仪器」，即它们固定，指向随着地球的旋转而改变。其干涉模式在光源上升到地平线以上时就开始急剧变化，而非普通干涉测量仪那样逐渐减弱。由于它只由一个探测器组成，因此不需要连接电缆或前置放大器。海上干涉仪的灵敏度也是一对探测器在相同距离下的两倍。这种仪器大大提高了仪器的角度分辨率。